# San Quirce del Vallés
San Quirce del Vallés anteriormente conocido como San Quirico de Tarrasa (oficialmente en catalán: Sant Quirze del Vallès) es un municipio español de la provincia de Barcelona, en la comunidad autónoma de Cataluña. Se encuentra en el centro de la comarca del Vallés Occidental y tiene la proximidad de ciudades importantes tales como Sabadell, Rubí, Tarrasa, San Cugat del Vallés o la capital provincial y regional, Barcelona.

## Geografía
El término se encuentra en la comarca del Vallés Occidental y está vertebrado por la sierra de Galliners, un espacio natural que divide en dos el núcleo poblacional. Limita con los siguientes municipios: Tarrasa al norte y oeste, Sabadell al norte y este, Sardañola del Vallés y San Cugat del Vallés al sur y Rubí al oeste, todos pertenecientes a la provincia de Barcelona.
El término incluye las siguientes entidades de población:
- Can Casablanques
- Can Pallàs
- El Castellet
- Colònia Castelltort
- Les Fonts
- Mas Duran
- El Poble-sec
- Los Rosales
- Sant Quirze Jardí
- San Quirze del Vallés (la capital municipal)
- Vall Suau i Can Feliu
- Vallès Parc

## Historia
Se han encontrado importantes restos arqueológicos dentro del término municipal que demuestran la presencia humana en la zona desde el Neolítico, hace 6000 años. Probablemente estas primeras sociedades se establecieran en este lugar aprovechando los recursos naturales y el relieve suave del terreno, propicio para la agricultura y la ganadería.
El origen de San Quirce como pueblo se remonta en la Edad Media, en principio con una población diseminada en masías y villas, y más tarde la construcción de casas alrededor de la Parroquia. En ese tiempo la parroquia y el territorio que lo rodeaba dependían del castillo de Tarrasa.
La economía del municipio se ha basado tradicionalmente en la agricultura, especialmente en el cultivo de la vid realizado en las distintas masías dispersas por todo el término, existentes hasta hace bien poco. Hoy en día aún es posible encontrar algunas que han sobrevivido el paso del tiempo, como Can Feliu, Can Barra o Can Vinyals.
A comienzos del siglo XX, su población compaginaba el trabajo en las fábricas de las ciudades vecinas con el cultivo de la tierra. La proximidad de la ciudad de Sabadell, la construcción de la estación del ferrocarril y el asentamiento progresivo de diferente industrias en los alrededores del municipio, provocaron un cambio en la actividad agrícola. Desde finales de los setenta, San Quirce experimentará una notable expansión e incremento de la población con la construcción de urbanizaciones tales como Sant Quirze Parc, Sant Quirze Jardí o Mas Duran, y con la llegada de familias jóvenes procedentes en su mayoría de Barcelona. Actualmente, San Quirce es un municipio de servicios y fundamentalmente residencial.

## Demografía
San Quirce del Vallés cuenta con una población de 20 161 habitantes (INE 2024).
| Gráfica de evolución demográfica de San Quirce del Vallés entre 1842 y 2021 |
| |
| Población de derecho según los censos de población del INE. Población de hecho según los censos de población del INE.En este censo se denominaba San Quirse de Tarrasa: 1842. En estos censos se denominaba San Quirico de Tarrasa: 1857, 1860, 1877, 1887, 1897, 1900, 1910, 1920, 1930, 1940, 1950, 1960, 1970 y 1981. |

## Símbolos
- El escudo del municipio se define por el siguiente blasón:

«Escudo embaldosado: de oro, una sierra de sable entre 2 ramas de laurel de sinople con los extremos pasados en sotuer. Por timbre una corona mural de pueblo.»
Fue aprobado por el pleno municipal el 26 de abril de 1990 y publicado en el DOGC núm. 1311, de 29 de junio de 1990. Se halla inscrito en el Registre del Ens Locals de Catalunya, sección de símbolos locales, subsección de escudos, en virtud de la resolución del director general de Administración Local del Departamento de Gobernación, de 3 de marzo de 1992.

## Administración y política
| Periodo   | Nombre                                                                              | Partido |
| --------- | ----------------------------------------------------------------------------------- | ------- |
| 1979-1983 | Enric Abad Pla                                                                      |         |
| 1983-1987 | Manel Sabés Xamaní                                                                  | PSC     |
| 1987-1991 | Manel Sabés Xamaní (26-02-88) Joan Antoni Tuà Molinos (15-12-89) Antoni Ferrán Miró |         |
| 1991-1995 | Antoni Ferrán Miró (04-06-94) Sebastià Ruiz García                                  |         |
| 1995-1999 | Sebastià Ruiz García                                                                | CiU     |
| 1999-2003 | Sebastià Ruiz García                                                                | CiU     |
| 2003-2007 | Elisabeth Oliveras Jorba                                                            | ERC     |
| 2007-2011 | Montserrat Mundi Más                                                                | CiU     |
| 2011-2015 | Montserrat Mundi Más                                                                | CiU     |
| 2015-2019 | Elisabeth Oliveras i Jorba                                                          | ERC     |
| 2019-2023 | Elisabeth Oliveras i Jorba                                                          | ERC     |

## Patrimonio

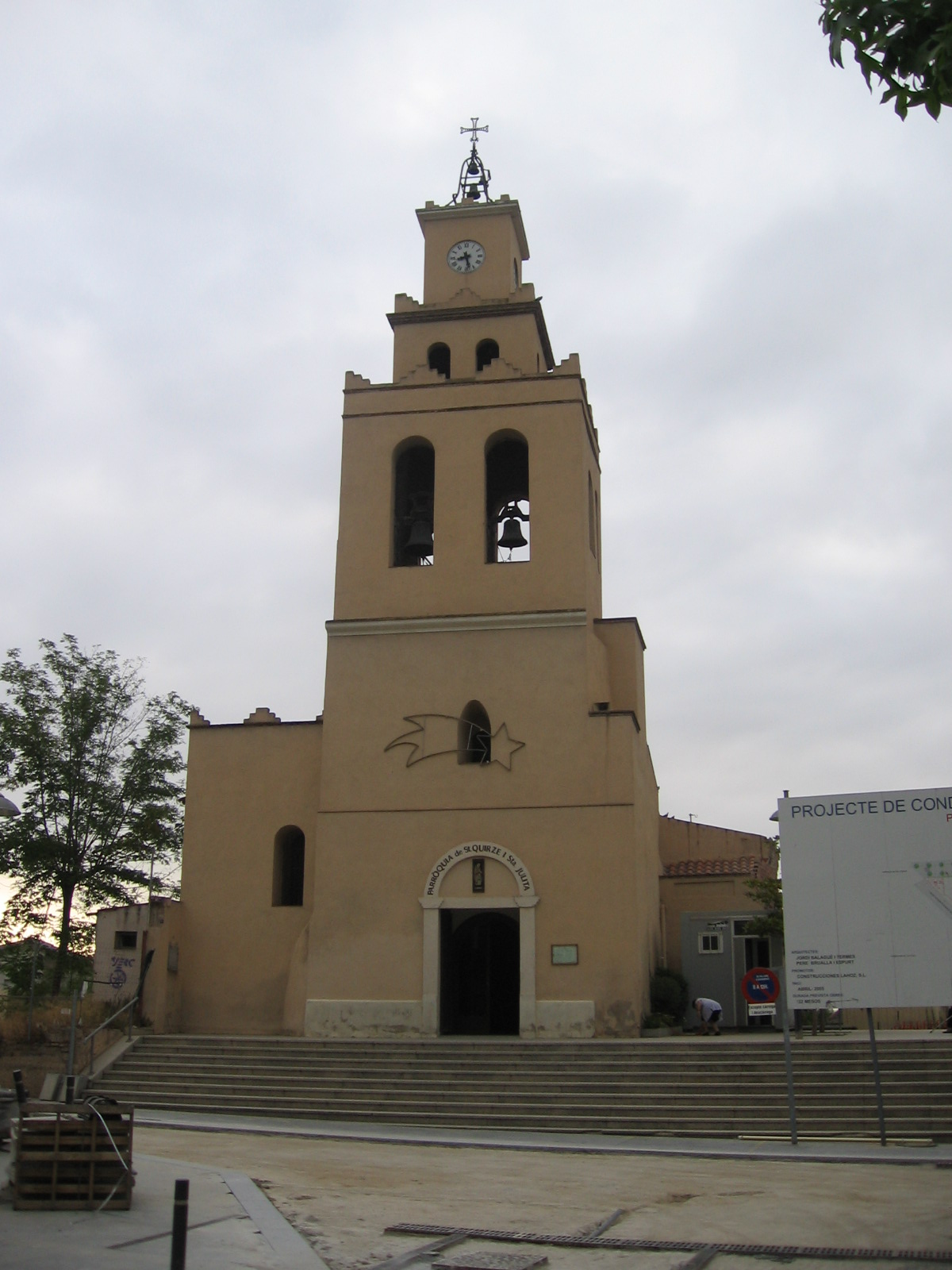
Parroquia de San Quirico y Santa Julita

- Sant Feliuet de Vilamilans: pequeño templo prerrománico de una sola nave con planta en cruz y tres ábsides. En su interior se encuentra un altar paleocristiano de mármol con inscripciones latinas. Se desconoce su fecha de edificación, apareciendo por primera vez en documentos de finales del siglo X[cita requerida]. Se halla en un entorno natural de fácil acceso por un desvío de la carretera C1413, en sentido Rubí. También es posible ir a pie por un sendero que atraviesa la sierra de Galliners.
- Parroquia de San Quirico y Santa Julita: se desconoce igualmente la fecha de su construcción, aunque se sabe que fue consagrada en 1050 por el obispo de Barcelona, perteneciendo por entonces al monasterio de San Cugat. En el siglo XVII se realizó la primera remodelación de importancia, tirándose los muros para poder agrandarla. Desde entonces se han realizado otras obras como la de la instalación en 1912, en la parte alta de la torre, del reloj actual. En su interior puede observarse el altar mayor, realizado en la década de los sesenta por el escultor barcelonés Juvanteny, que sustituyó un retablo gótico conservado actualmente en el Museo Diocesano de Barcelona.

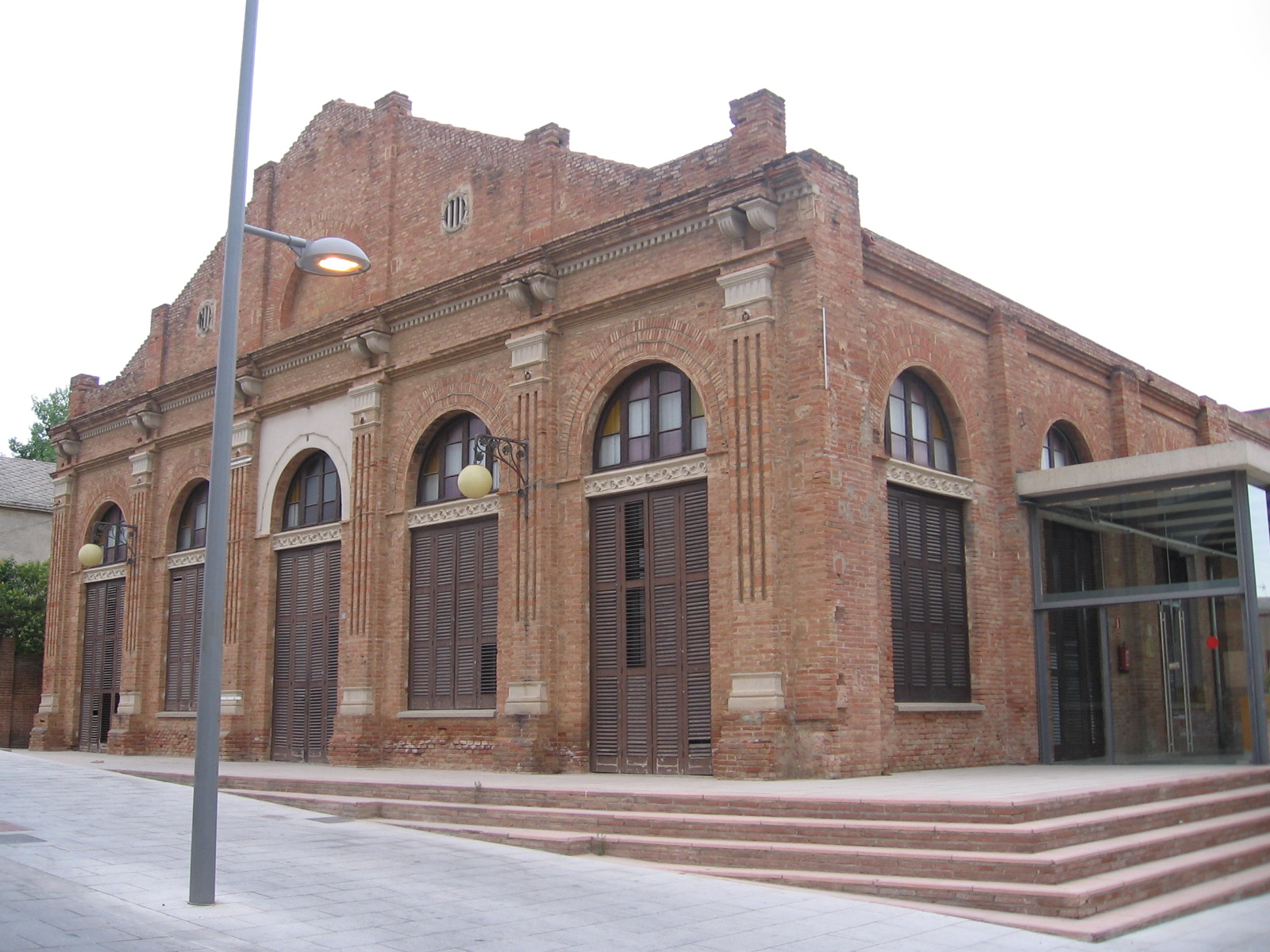
La Patronal, antiguo Café Español

- La Patronal: edificio de estilo modernista edificado en 1922. Durante sus primeros años fue punto de encuentro de la gente acomodada de la localidad. Tras la guerra civil albergó el "Café Español". En la actualidad pertenece a la red de edificios culturales del ayuntamiento, realizándose todo tipo de acontecimientos. En su planta baja existe una sala de exposiciones y un espacio polivalente para realizar proyecciones y pequeños conciertos.
- La Cooperativa Agrícola: otro edificio modernista de 1927, esta vez, punto de encuentro de la clase trabajadora del pueblo, donde se organizaban actuaciones teatrales, bailes y conciertos populares. Hasta finales de los años ochenta fue el cine de la localidad.
- La Torre Julià: casa modernista en el barrio de Les Fonts, rehabilitada en 2002. Pertenece al municipio y se encuentra a disposición de las distintas entidades vecinales y culturales del barrio.
- Casa de Cultura Vila-Puig: casa natal del pintor Joan Vila-Puig, rehabilitada en 2002 por el ayuntamiento para contar con un nuevo espacio dedicado a la cultura. Se inauguró en 2005 con dos objetivos: divulgar la obra pictórica del pintor local y ofrecer a la población un museo de costumbres de la vida rural de Sant Quirze durante el siglo XIX. A la entrada se puede observar una pequeña muestra de las obras del pintor junto con algunos de sus objetos personales, la cocina, con muchos enseres originales de la época, la bodega, el horno y el pozo. Las plantas primera y segunda se dedican a exposiciones itinerantes para divulgar las obras de artistas, tanto consagrados como noveles.

## Fiestas
- Enero: Pase de san Antonio, en el que las calles del municipio se llenan de caballos, asnos, y carros que recuerdan los antiguos agricultores que transportaban el grano, la paja o la uva. La fiesta empieza con un almuerzo popular, un pasacalle por las calles del pueblo, y acaba con la bendición de los animales en la parroquia El Pase de Sant Antoni se celebra en enero.
- Carnaval: Es uno de los actos con más participación ciudadana. El concurso de disfraces, de desfiles y carrozas, el baile de máscaras y la butifarrada popular hacen de la noche de Carnaval una de las más populares de la localidad.
- Fin de semana después de Semana Santa: «Aplec del Mussol», Reunión del Búho, fiesta donde el búho, símbolo del pueblo, toma el protagonismo, organizándose las diversas actividades en torno a su figura. Se entregan varios galardones, como el Mussol de Sant Quirze y el Mussol de l’Any. Los galardones se otorgan a personajes o entidades que durante el año han destacado. En este sentido, han sido premiados personajes como Miguel Gila, Xavier Pomés, Emma Bonino, Pasqual Maragall o el Grup d’Investigació i Història entre otros.
- En torno al 16 de junio: fiesta de los patrones del municipio, San Quirico y Santa Julita. Se celebra durante todo un fin de semana con actividades y actos similares a la Fiesta Mayor de septiembre. Coincidiendo con esta fiesta se realiza una muestra gastronómica en la que los visitantes tienen la ocasión de probar los platos más suculentos y vinos y cavas con más categoría que ofrecen los restaurantes de la comarca.
- Principios de septiembre: Fiesta mayor. Sus principales representantes son sus gigantes y «La Colla de Diables».